# Ugró-folyamat
Az ugró-folyamat egy sztochasztikus folyamat, melynek diszkrét lépései vannak, ezeket nevezik az ‘ugrás’oknak, melyek nem folytonos mozgások, vagy apró folytonos folyamatok.
A fizikában az ugró-folyamatok diffúziót eredményeznek. Mikroszkópikus szinten ezt ugró diffúziós modellnek írják le.
Pénzügyi világban különböző sztochasztikus modelleket használnak a pénzügyi eszközök ármozgására. Például a Black–Scholes-féle modell egy tradicionális diffúziós modell, kis, véletlenszerű mozgások leírására. John Carrington Cox, Stephen Ross és Nassim Nicholas Taleb szerzők említik publikációikban: az árak aktuálisan ugró-folyamat szerint mozognak. Ezt a megközelítést a Cox–Ross–Rubinstein-féle binomiális ármodell írja le. Ez egy intuitív megközelítése a pénzpiaci mozgásoknak, mely egyben lehetővé teszi a világban hirtelen bekövetkező nagyobb tőke mozgások kezelését is.
Robert C. Merton kiterjesztette ezt a megközelítést egy hibrid modellé, mely ugró diffúzió néven ismert. Ez azt állítja, hogy az árakban a nagy ugrásokat folyamatos kis mozgások követik.